# Quincy Hall
Quincy Hall   (Kansas City (Missouri), Estats Units, 31 de juliol de 1998) és un atleta estatunidenc, especialitzat en les proves dels 400m llisos (tant individual com relleus) i els 400m tanques. Ha participat en 1 Olimpíada, guanyant la medalla d'or en la prova dels 400m dels Jocs Olímpics de París 2024. A més, ha guanyat 2 medalles (1 d'or) en els Campionats del Món de Budapest 2023.

## Marques personals
| Disciplina    | Marca   | Seu      | Data               |
| ------------- | ------- | -------- | ------------------ |
| 400m llisos   | 43.40   | París    | 7 d'agost de 2024  |
| 400m tanques  | 48.10   | Oregon   | 28 de maig de 2022 |
| 4x400 masculí | 2:57.31 | Budapest | 27 d'agost de 2023 |
| 4x400m mixt   | 3:12.05 | Freeport | 20 d'agost de 2022 |

## Trajectòria professional
| Jocs Olímpics     | Jocs Olímpics | Jocs Olímpics | Jocs Olímpics  |
| Any               | Seu           | Posició       | Prova          |
| ----------------- | ------------- | ------------- | -------------- |
| 2024              | París         | 1             | 400m llisos    |
| Campionat del Món |               |               |                |
| 2023              | Budapest      | 3             | 400m llisos    |
| 2023              | Budapest      | 1             | 4x400m masculí |